# 榎並和雅
榎並 和雅（えなみ かずまさ、1948年7月 - ） は、日本の情報工学者。NHKデジタル推進担当局長や、NHK放送技術研究所長、情報通信研究機構ユニバーサルメディア研究センター長、日本バーチャルリアリティ学会会長、映像情報メディア学会副会長などを歴任した。

## 人物・経歴
愛知県生まれ。1971年東京工業大学工学部電子物理工学科卒業、日本放送協会入局。1989年東京工業大学博士（工学）。1990年映像情報メディア学会論文賞受賞。1991年放送文化基金賞受賞。1994年NHK放送技術研究所先端制作技術研究部長。第28回（平成7年度）市村学術賞貢献賞受賞。1997年NHK放送技術研究所マルチメディア研究部長。1998年NHK放送技術研究所次長。
2000年日本放送協会技術局技術主幹。2002年日本放送協会総合企画室デジタル推進担当局長。2004年NHK放送技術研究所長。2006年独立行政法人情報通信研究機構ユニバーサルメディア研究センター長。2007年超臨場感コミュニケーション産学官フォーラム会長代理。2008年独立行政法人情報通信研究機構ユニバーサルメディア研究センター長兼けいはんな研究所長。
2010年独立行政法人情報通信研究機構理事、IPv6技術検証協議会会長、特定非営利活動法人日本バーチャルリアリティ学会副会長。平成22年度前島密賞受賞。2013年独立行政法人情報通信研究機構脳情報通信融合研究センター副センター長。2014年国立大学法人東京工業大学監事、特定非営利活動法人日本バーチャルリアリティ学会会長。一般社団法人映像情報メディア学会副会長、日本学術会議連携会員なども務めた。IEEEフェロー。

## 著書
- 『やさしいディジタルビデオ技術』日本放送出版協会 1989年
- 『マルチメディア工学―将来の展望と実用化に向けて』（共著）昭晃堂 1994年